# Коковцов, Владимир Николаевич
Граф (с 30 января 1914) Влади́мир Никола́евич Коко́вцов (Коковцев) (6 [18] апреля 1853, имение Горна-Покровское, Боровичский уезд, Новгородская губерния — 29 января 1943 года, Париж) — русский государственный деятель, министр финансов в 1904—1905 и 1906—1914 годах, председатель Совета министров Российской империи в 1911—1914 годах. Действительный тайный советник.

## Биография
Владимир Николаевич Коковцов родился в 1853 году. Представитель дворянского рода Коковцовых. Отец — Николай Васильевич Коковцов (1814—1873) — служил подполковником в Корпусе инженеров путей сообщения.
Учился во 2-й Санкт-Петербургской гимназии, откуда в 1866 году в числе лучших учеников был переведён в Александровский лицей, который закончил в декабре 1872 года.
16 декабря 1872 был определён в Императорский Санкт-Петербургский университет с зачислением проведенного в университете времени в действительную службу (с 16.12.1872 в чине титулярного советника). Вскоре был вынужден оставить университет по семейным обстоятельствам (кончина отца), поступив (с марта 1873 г.) на службу в министерство юстиции.
1873—1878 — служба в Министерстве юстиции в должности младшего помощника столоначальника, старшего помощника столоначальника, столоначальника статистического и уголовного отделений.
1878 — командирован за границу для изучения постановки тюремного дела.
1879—1882 — инспектор V класса Главного тюремного управления МВД.
1882 — помощник начальника Главного тюремного управления МВД. Участвовал в составлении нового издания «Уставов о ссыльных и содержащихся под стражей».
1890—1895 — служба в Государственной канцелярии в должностях помощника статс-секретаря Государственного Совета, председателя хозяйственного комитета, статс-секретаря департамента государственной экономии.
1895—1896 — товарищ Государственного секретаря Вячеслава Константиновича Плеве.
1896 — товарищ министра финансов Сергея Юльевича Витте.
1900 — сенатор. В 1901—1903 гг. под председательством Коковцова работала комиссия по исследованию вопроса о движении (изменении) с 1861 по 1900 г. благосостоянии сельского населения среднеземледельческих губерний, сравнительно с другими местностями Европейской России (так называемая «комиссия о „центре“»). Материалы комиссии изданы Департаментом окладных сборов в 1903 г.
1902—1904 — государственный секретарь.
1904, 05 февраля — 1905, 24 октября — министр финансов.
1905 — действительный тайный советник.
с 1905 — член Государственного Совета. Назначался к присутствию на 1906—1917 гг., состоял в группе центра. В 1905 году под его председательством была образована комиссия для обсуждения «мер по упорядочению быта и положения рабочих на фабриках и заводах Империи». Заседания этой комиссии в мае прервались ввиду отказа приглашенных в её состав представителей промышленности.
По состоянию на 1906 год имел 212 десятин приобретенной земли (54 десятины удобной и 158 десятин неудобной) в Крестецком уезде Новгородской губернии.
1906, 26 апреля — 1914, 30 января — министр финансов.
1907 — поставил вопрос о приобретении коллекции Александра Онегина для учреждённого двумя годами раньше Пушкинского Дома в Санкт-Петербурге. 15 мая 1909 года с Онегиным был заключён договор, согласно которому коллекция перешла в государственную собственность России.

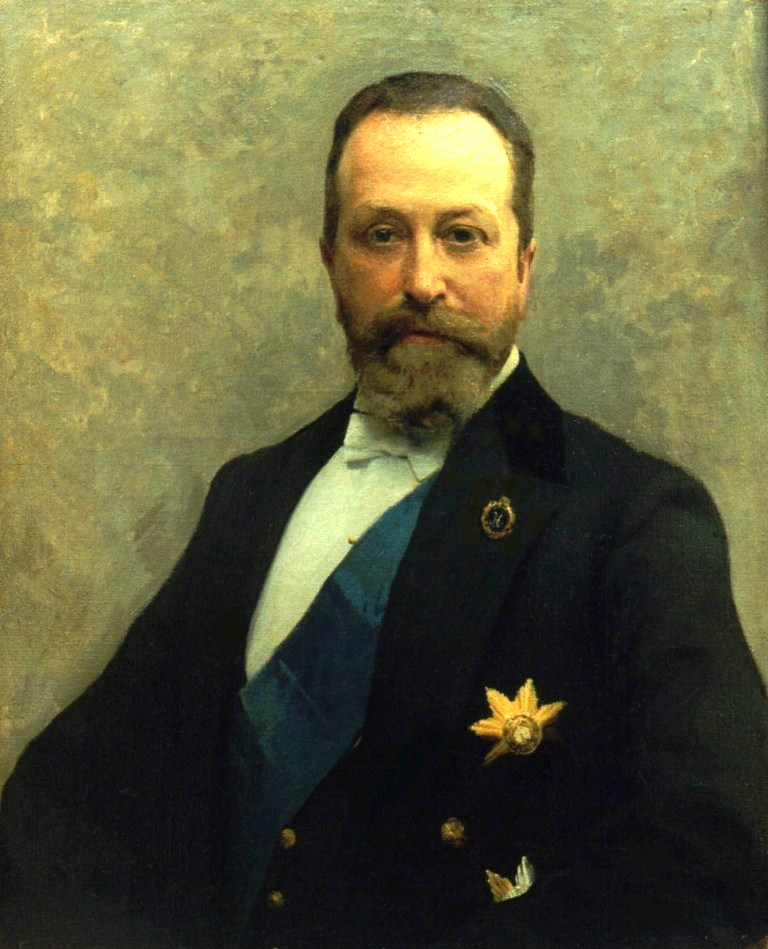
Портрет графа В. Н. Коковцева, 1911

1908 — статс-секретарь Госсовета по департаменту государственной экономии.
1909 — Выехал в Харбин для встречи с председателем Тайного Совета Японии Ито Хиробуми. Переговоры не состоялись — Ито был убит на глазах у Коковцова.
1911 — председатель Совета министров с сохранением поста министра финансов. 6 сентября 1911 года, сразу же после убийства Петра Аркадьевича Столыпина, Николай II принял решение о назначении председателем Совета министров В. Н. Коковцова, а министром внутренних дел — Алексея Николаевича Хвостова (Столыпин занимал обе эти должности одновременно). Первым о предполагаемом назначении был извещен Коковцов, который немедленно отказался от совместной службы с Хвостовым и предложил царю выбрать одного из них двоих. Коковцов заявил, что Хвостова «никто в России не уважает» и что «от министров требуется то, чего Хвостов дать не в состоянии». 10 сентября Коковцов отослал царю письмо, в котором негативно характеризовал Хвостова. 14 сентября Николай II принял решение назначить министром внутренних дел Александра Александровича Макарова.
В связи с Первой балканской войной все более вызывающим в отношении России становилось поведение Австро-Венгрии и в связи с этим в ноябре 1912 г. на совещании у императора рассматривался вопрос о мобилизации войск трех российских военных округов. За эту меру выступал военный министр Владимир Александрович Сухомлинов, но Коковцову удалось убедить императора не принимать такого решения, угрожавшего втягиванием России в войну.
1914, 30 января — уволен от должностей председателя Совета Министров и министра финансов, с оставлением членом Государственного Совета и сенатором; возведен в графское достоинство.
После Февральской революции находился в своем имении, затем переехал в Кисловодск.
1918 — арестовывался ВЧК. Бежал из Советской России — перешёл границу в районе Сестрорецка. С ноября 1918 г. в эмиграции в Париже во Франции. В. Н. Коковцову было предложено возглавить российскую делегацию на Парижской мирной конференции, но так как российская делегация не была приглашена официально, Коковцов отказался присутствовать на переговорах без правовых оснований.
В Париже занимал пост председателя «International Bank of Commerce»
1923 — возглавил Союз верных памяти императора Николая II.
В своей работе последовательно проводил линию на укрепление отношений с ведущими западными странами. Известность получило его высказывание по поводу Государственной думы: «Слава Богу, у нас нет парламента». В отличие от Столыпина он не был политиком и стремился лишь к сохранению «статус-кво».
Умер в Париже, похоронен на кладбище Сент-Женевьев-де-Буа в крипте Успенской церкви. Там же похоронена его супруга.

## Семья
Жена — Анна Федоровна Коковцова (1860—1950), урожд. Оом. Дочь Федора Адольфовича Оома, сестра Федора Федоровича Оома.
- Дочь — Ольга (г.р.1881). В первом замужестве — Флиге.
  - Внуки:  Владимир Николаевич Флиге (Wladimir de Fligue; 1905—1980). Инженер. Участвовал в Сопротивлении, был арестован нацистами, отправлен в концлагерь,  освобожден в Бранденбурге в апреле 1945 года.   Николай Николаевич Флиге (г.р.1907). Рене Безьё (1914—1979)

Потомок В.Коковцева — Патрик, носящий фамилию де Флиге, проживает во Франции.

## Общество выпускников Императорского Александровского лицея

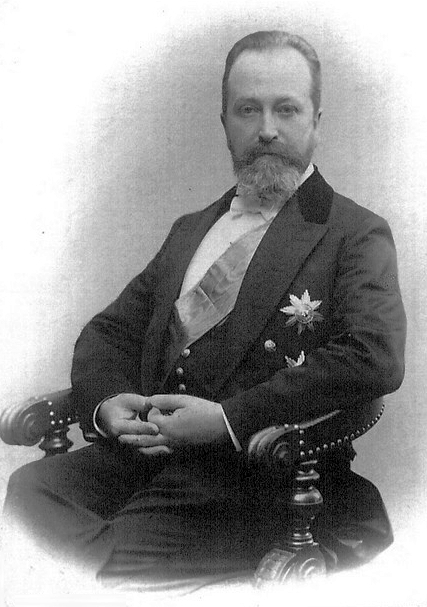
В. Н. Коковцов

В середине 1920-х в Париже было учреждено Общество выпускников Императорского Александровского лицея, председателем которого был избран Владимир Коковцов.
Личность графа Коковцова вообще сыграла в консолидации лицейского сообщества громадную роль. Его заслуги на посту последнего дореволюционного попечителя Лицея стяжали ему едва ли не безграничное уважение со стороны бывших воспитанников, а его авторитет в вопросах внутренней жизни создаваемого объединения оказался непоколебимым.
В преклонном возрасте многие лицеисты взялись за написание мемуаров: они считали своим долгом сохранить память о Лицее для потомков. Авторы воспоминаний хорошо понимали, что время существования Общества ограничено, так как последние учащиеся покинули стены Лицея в 1918 году.
В формировании этой коллективной памяти граф Коковцов принимал самое деятельное и активное участие. Например, 22 февраля 1940 года лицеист Игорь Митрофанов направил ему составленную им библиографию материалов о Лицее с целью дальнейшей её передачи в архив лицейского Общества. Содержание ответного письма демонстрирует внимание, с каким руководитель Общества отнесся к присланным материалам. Уже через несколько дней он ответил автору письма: «Ваша Библиография дала мне много минут настоящего морального отдыха от моих повседневных забот, от моего глубокого разочарования, ставшего моим уделом под конец моей жизни». Граф пессимистичен, идет война — и письмо завершают полные грусти строки:
Я не хочу оставлять у себя Вашего прекрасного труда — после смерти меня и моей жены он не будет нужен никому. Пусть этот экземпляр, предназначенный Вами мне, как и Ваше письмо от 22 февраля, останется в Брюссельском музее и вернется домой, если собранному в нем лицейскому материалу суждено будет найти место своего окончательного упокоения в каком-нибудь русском историческом хранилище.

## Награды
Российские:

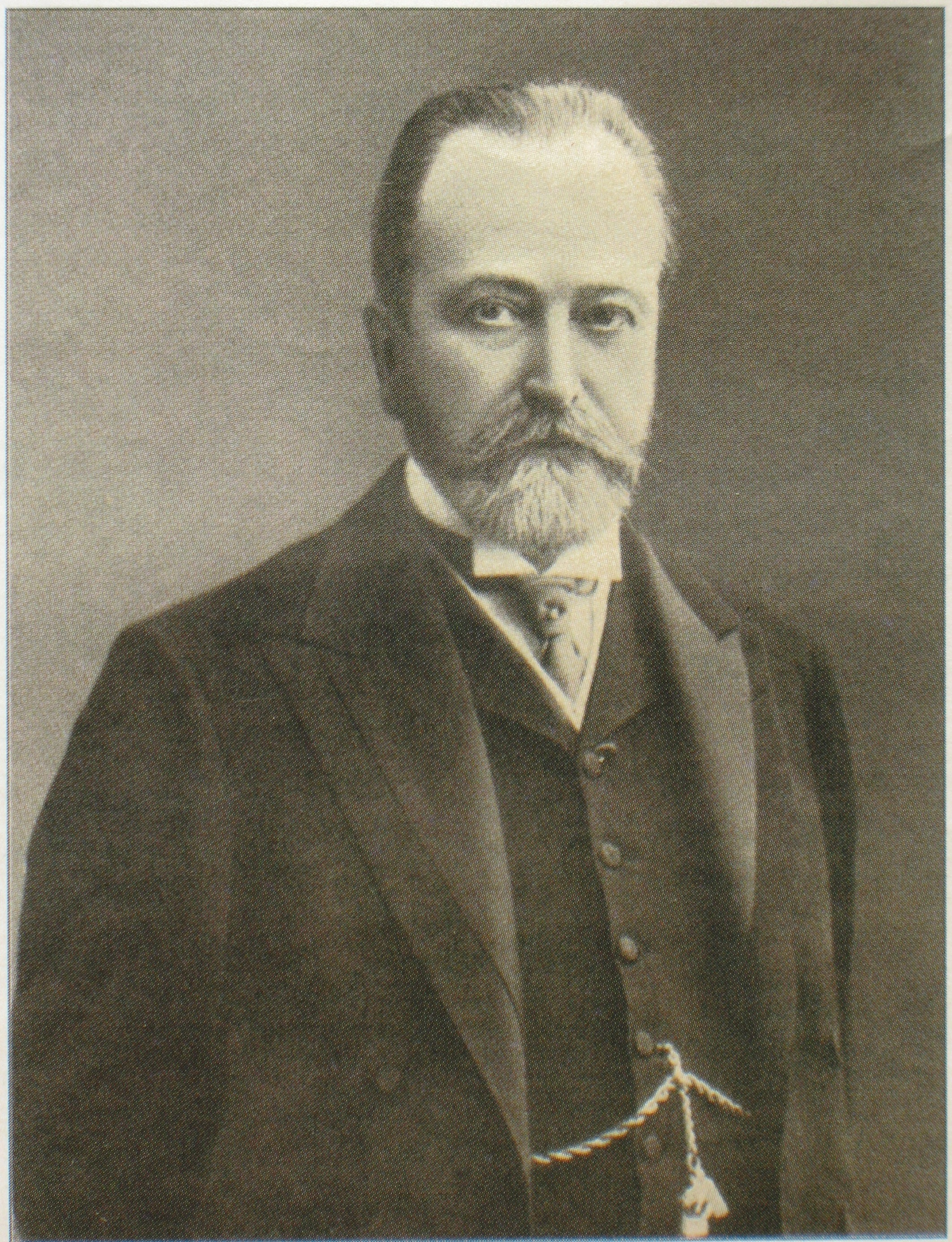
Коковцов в 1904 году

- Орден Святого Владимира 4-й степени (6 июня 1879),
- Орден Святого Владимира 3-й степени (13 апреля 1886),
- Орден Святого Станислава 1-й степени (30 августа 1890),
- Орден Святой Анны 1-й степени (1 января 1895),
- Орден Святого Владимира 2-й степени (18 апреля 1899),
- Орден Белого орла (14 апреля 1902),
- Высочайший рескрипт (24 октября 1905),
- Орден Святого Александра Невского (26 апреля 1906),
- Высочайший рескрипт (1 января 1907),
- Бриллиантовые знаки к ордену Святого Александра Невского (13 апреля 1908),
- Золотой нагрудный знак в память 100-летия Государственной канцелярии (1 января 1910),
- Высочайший рескрипт (1 января 1911),
- Орден Святого Владимира 1-й степени (10 апреля 1911),
- Высочайший рескрипт (16 октября 1912),
- Настольный портрет императора Николая II с драгоценными камнями (21 февраля 1913).

Иностранные:
- Французский орден Почётного легиона, командорский крест (1897),
- Шведский орден Полярной звезды, большой крест (1897),
- Прусский орден Короны 1-й степени (1898),
- Тунисский орден Славы 1-й степени (1902),
- Персидский орден Льва и Солнца 1-й степени (1905),
- Прусский орден Красного орла, большой крест (1906),
- Болгарский орден «Святой Александр» 1-й степени (1906),
- Французский орден Почётного легиона, большой крест (1906),
- Австро-венгерский орден Леопольда, большой крест (1907),
- Бельгийский орден Леопольда I, большой крест (1907),
- Ольденбургский орден Заслуг герцога Петра-Фридриха-Людвига, большой крест (1907),
- Китайский орден Двойного Дракона 1-й степени 3-го класса (1907),
- Бухарский орден «Солнце Александра» (1907),
- Японский орден Восходящего солнца с цветами павловнии (1908),
- Итальянский орден Святых Маврикия и Лазаря, большой крест (1908),
- Сербский орден Белого орла 1-й степени (1911),
- Черногорский орден князя Даниила I 1-й степени (1912),
- Прусский орден Чёрного орла (1912),
- Монгольский орден Драгоценного жезла (1913).

## Память
10 ноября 2018 года в Санкт-Петербурге на Моховой улице в доме 27-29а открыли памятную доску министру финансов графу В. Н. Коковцову. В этом доме он прожил 4 года.

### Киновоплощения
- Морис Дехем — («Николай и Александра», 1971)
- Олег Метелев («Сто лет пути», 2020)
- Эго Микатас («Харбин», 2024)

## Сочинения
- Коковцов В. Н., при участии Сергея Васильевича Рухлова. Систематический сборник узаконений и распоряжений по тюремной части. — СПб., 1894.
- Коковцов В. Н. Поступление обыкновенных государственных доходов за 5-летие 1887—1891 гг. в сравнении со сметными, за то же время назначенными (СПб., 1893)
- Речи министра финансов статс-секретаря В. Н. Коковцова по бюджетным вопросам в заседаниях Государственной думы 16, 20 и 28 февраля 1909 г. Санкт-Петербург : тип. Штаба Отд. корпуса погран. стражи, 1909.
- Коковцов В. Н. Из моего прошлого. Воспоминания 1903—1919 гг. — Париж, 1933. Том 1. old.st-tver.ru. Дата обращения: 16 января 2019. Том 2. old.st-tver.ru. Дата обращения: 16 января 2019.
- Kokovtsov, Vladimir. Out of my past. The memoirs of count Kokovtsov. Russian minister of finance. 1904-1914. Chairman of the Council of ministers, 1911-1914 / Translated by Laura Matveev. — California: Stanford university press, 1935. — (Hoover war library publications — № 6).
- La vérité sur la tragédie d’Ekaterinbourg. — Paris, 1922.
- Le Bolchévisme à L’oeuvre : La ruine morale et économique dans le pays des Soviets. — Paris, 1931.
- Коковцов В. Н. Из моего прошлого. Воспоминания 1911 — 1919 / Сост., авт. вст. ст., коммент., имен. указ. С. С. Волк. — М.: Современник, 1991. — 590 с. — (серия мемуаров "Память") ISBN 5-270-01130-1